# Georgia Oakley
Georgia Oakley (Oxfordshire, Inglaterra; 31 de julio de 1988) es una directora de cine británica conocida por su película Blue Jean en 2022, trabajo que le valió el reconocimiento de la crítica. Por dicho proyecto recibió una nominación en la 76° edición de los BAFTA al mejor director, guionista o productor británico novel.
También recibió una nominación en la 20° edición de los premios de la Sociedad Internacional de Cinéfilos a mejor debut.

## Biografía
Georgia es una guionista y directora británica cuyos premiados cortometrajes se han proyectado en festivales internacionales como SXSW, Tribeca, Nueva York, entre otros.
Su primer largometraje, Blue Jean, se estrenó en el Festival de Venecia y fue nominado a los premios de la Academia Británica de las Artes Cinematográficas y de la Televisión al mejor debut.

## Filmografía
- Blue Jean (2022)

## Premios y nominaciones
| Premio/Festival de Cine                           | Fecha del evento      | Categoría                                             | Nominado  | Resultado | Ref.  |
| ------------------------------------------------- | --------------------- | ----------------------------------------------------- | --------- | --------- | ----- |
| Premios de la Sociedad Internacional de Cinéfilos | 12 de febrero de 2023 | Mejor debut                                           | Blue Jean | Nominada  | [ 2 ] |
| Premios BAFTA                                     | 19 de febrero de 2023 | mejor director, guionista o productor británico novel | Blue Jean | Nominada  | [ 1 ] |